# Betty Meggers
Betty Jane Meggers (5 de diciembre de 1921 - 2 de julio de 2012) fue una arqueóloga estadounidense conocida por los trabajos que realizó con su esposo Clifford Evans en Sudamérica. Betty Meggers vivió experiencias en el campo de la antropología desde que tenía dieciséis años, cuando ejerció un voluntariado para el Instituto Smithsoniano de Washington D. C., trabajando en Pueblo Bonito (cultura Anasazi) en Nuevo México.

## Datos biográficos
Nació en Washington D. C., hija del físico William Meggers and Edith R. Meggers. Su padre mediante varias visitas a los yacimientos arqueológicos de los Estados Unidos y América del Sur impulsó la vocación de su hija por la arqueología.
Meggers se graduó de la Universidad de Pensilvania en 1943 y un año más tarde obtuvo una maestría de la Universidad de Míchigan. Publicó su primer artículo científico sobre los Marajo en 1945. Más tarde asistió a la Universidad de Columbia en Nueva York para obtener su doctorado (Ph.D.) En esta última Universidad conoció a su esposo, otro estudiante de arqueología. La tesis doctoral presentada por Meggers se llamó: The Archaeological Sequence on Marajo Island, Brazil with Special Reference to the Marajoara Culture.

## Investigación
El trabajo de investigación inició en el estudio de la isla Marajo en la cuenca del Río Amazonas. Una gran parte de sus estudios fueron realizados en Sudamérica, particularmente en Ecuador, Perú, Venezuela, Chile, Brasil y la Guyana. Posiblemente su contribución más conocida al campo de la arqueología esté contenida en el libro que publicó con el título de Prehistoric America: An Ecological Perspective (América prehistórica: Una perspectiva ecológica) en donde sugiere controversialmente la relación entre los pueblos del noroeste de Sudamérica y el Japón, basándose para ello en sus estudios de las similitudes de la cerámica encontrada en yacimientos arqueológicos de Valdivia en el Ecuador y los encontrados en Japón, de la misma época entre 2000 y 3000 años a. C. También hizo ver que plantas, agentes patógenos y parásitos de origen japonés se encontraban entre la población de diversos pueblos andinos.
Meggers desarrolló un método con su esposo, Clifford Evans, por el cual fragmentos de cerámica puede ser analizado con propósitos de datación. Adicionalmente, Meggers estuvo entre los primeros investigadores que examinaron la influencia del medio ambiente en sociedades primitivas y en plantear cómo los procesos culturales están relacionados con la adaptación al ambiente.

## Aportes
Al presentar un conjunto de evidencias entnográficas y arqueólogicas compatibles con el modelo de fragmentación selvática, sus investigaciones se refirieron a dos periodos secos que afectaron a las tierras bajas de América del Sur. Estableció que el primero de ellos se inició hace por lo menos 12000 años y el segundo hace 4000. Al fundirse la capa polar, subió el nivel del mar, afectando las riberas amazónicas. Los rebalses y las terrazas quedaron bajo el agua. Estos hallazgos, suponiendo también que los efectos sobre los pobladores sedentarios fueron dramáticos, establecieron la hipótesis de que la emigración con mallas, semillas y esquejes buscando terreno explotable implicó la expansión de la población por el continente.

## Afiliación profesional
Estuvo afiliada a:
- 1950-1951: Instructor de la American University de Washington D. C.
- Desde 1954: Investigadora asociada en el Instituto Smithsoniano en Washington D. C.
- 1959-1961: Secretaria ejecutiva del American Anthropological Association.

En la fecha de su muerte en 2012, Betty Meggers era:
- Investigadora del Programa Nacional de Pesquisas Arqueológicas en la Amazonia (PRONAPABA)
- Director del programa sobre arqueología en América Latina del Museo Nacional de Historia Natural del Instituto Smithsoniano en Washington D. C.

## Reconocimientos
Meggers fue ampliamente reconocida por sus aportaciones a la arqueología.  Algunos de estos reconocimientos son:
- 1956:  Washington Academy of Sciences, por sus logros científicos.
- 1966:  Medalla al Mérito del gobierno de Ecuador.
- 1966:  Medalla de oro en el 37 International Congress of Americanists
- 1985:  Society for American Archaeology, en el 50 aniversario de la institución
- 1997:  Medalla de "La Periquera" del Museo Provincial de Holgun, Cuba
- 1997:  Doctor honoris causa de la Universidad Nacional de la Plata, Argentina
- 1998:  Meggers y Evans reconocimiento a su contribución de la identidad nacional de Ecuador. Embajada de este país en Washington D. C.

## Publicaciones
Meggers escribió cerca de 200 artículos, traducciones y libros.  Hizo publicaciones en muchas de las revistas más prestigiadas de su campo de acción como: American Anthropologist, Archaeology, American Antiquity, Americas, y National Geographic.
- Amazonia, hombre y cultura en un paraíso ilusorio. México: Siglo XXI Editores, (1a edición, 1976).